# Alexandra Andrejewna Worobjowa
Alexandra Andrejewna Worobjowa (russisch Александра Андреевна Воробьёва; * 24. Dezember 1989 in Engels) ist eine russische Sängerin. Sie ging als Siegerin aus der dritten Staffel von Golos, dem russischen Ableger von The Voice hervor.

## Leben und Karriere
Worobjowa wurde am 24. Dezember 1989 in der russischen Stadt Engels geboren. Schon als Kind lernte sie Gesang und absolvierte die Saratow-Musikschule. Im Jahr 2013 beendete sie ihr Studium am Gnessin-Institut in Moskau.
2014 nahm sie an der russischen Version der Castingshow The Voice (Golos) teil und gewann diese mit 55 % aller Stimmen.